# Chonlathorn Kongyingyong
Chonlathorn Kongyingyong (ชลธร คงยิ่งยง), noto anche con lo pseudonimo di Captain (กัปตัน) (2 febbraio 1998), è un attore televisivo e cantante thailandese.

## Biografia
Esordisce come attore a 16 anni grazie alla serie televisiva Love Sick: The Series - Rak wun wai run saep, nel 2014; qui interpreta il protagonista Noh, un ragazzo innamorato di un suo compagno di scuola, Phun (Nawat Phumphothingam "White"). Dopo aver recitato in due gruppi di episodi di Love Songs Love Series, entra nel cast di U-Prince Series con il personaggio di Kiryu, recitando dapprima come personaggio ricorrente per poi essere protagonista dell'ottava stagione, nel 2017, al fianco di Jannine Weigel "Ploychompoo", pur condividendo nuovamente diverso tempo su schermo con White, che qui interpreta suo fratello Kirun. Nello stesso anno interpreta Neo, uno dei protagonisti della serie Secret Seven - Thoe khon ngao kap khao thang chet. Nel febbraio 2018 debutta nel mondo della musica come membro della boy band 9x9. Nel settembre dello stesso anno interpreta Oen nella serie In Family We Trust.

### Vita privata
Si è diplomato all'Università Mahidol e attualmente studia scienze ambientali all'Università Srinakharinwirot. Tra i suoi hobby vi sono dormire, la musica e gli sport.
Nel giugno 2018 la sua precedente fidanzata, Savaphat Sunthornandh "Mink", ha dichiarato su internet di essere rimasta incinta, asserendo che la paternità sia di Captain; giorno 11 si è tenuta una conferenza stampa dove l'attore ha comunicato che se la faccenda verrà confermata si prenderà ogni responsabilità e crescerà il figlio. Il 20 luglio 2018 la ragazza ha reso pubblico su Instagram che il 27 giugno ha avuto un aborto spontaneo dovuto a stress e prolasso degli organi pelvici. Dopo questa rivelazione, la famiglia di Captain, in assenza di prove certe della gravidanza, ha dichiarato che procederà ad una causa legale contro Mink.

## Filmografia

### Televisione
- Love Sick: The Series - Rak wun wai run saep - serie TV, 48 episodi (2014-2015)
- Love Songs Love Series - serie TV, 10 episodi (2016-2017)
- U-Prince Series - serie TV, 28 episodi (2016-2017)
- Secret Seven - Thoe khon ngao kap khao thang chet - serie TV, 12 episodi (2017)
- In Family We Trust - serie TV, 13 episodi (2018)
- Great Men Academy  - serie TV, 8 episodi (2019)
- ReminderS - miniserie TV, 3 episodi (2019)
- Blackout  - serie TV, 8 episodi (2021)

## Programmi televisivi
- Tài yǒumíng - Thai Famous (2018) - concorrente seconda edizione[7]

## Discografia

### Singoli
- 2014 - Khor rong[8]
- 2015 - Lohk chun mee kae tur[9]
- 2017 - Tah tur mai roo[10]

### Collaborazioni
- 2014 - Hua jai mee piang tur (con Nawat Phumphothingam)[11]
- 2017 - Mai roo juk chun mai roo juk tur (con Jannine Weigel)[12]
- 2017 - I Found You (con Nontanun Anchuleepradit)[13]

## Premi e candidature
Kazz Awards
- 2015 - Coppia più shippata dell'anno (con Nawat Phumphothingam)[14]
- 2016 - Coppia più popolare (con Nawat Phumphothingam)[15]
- 2016 - Attore adolescente più popolare[15]
- 2017 - Attore adolescente più popolare[16]
- 2017 - Giovane dell'anno[16]